# Guds Moders avsomnandes kyrka, Kukujevci
Guds Moders avsomnandes kyrka (serbisk kyrilliska: Црква Успења Пресвете Богородице; latinska: Crkva Uspenja Presvete Bogorodice) är en serbisk-ortodox kyrkobyggnad, belägen i byn Kukujevci i regionen Srem i provinsen Vojvodina i norra Serbien.
Kyrkan är helgad åt Guds Moders avsomnande och tillhör det serbisk-ortodoxa stiftet Srems stift.

## Inventarier
Kyrkans fresker blev färdiga den 9 juli 2020, efter fyra års arbete. De målades av Vojko Mitrić.

## Bilder

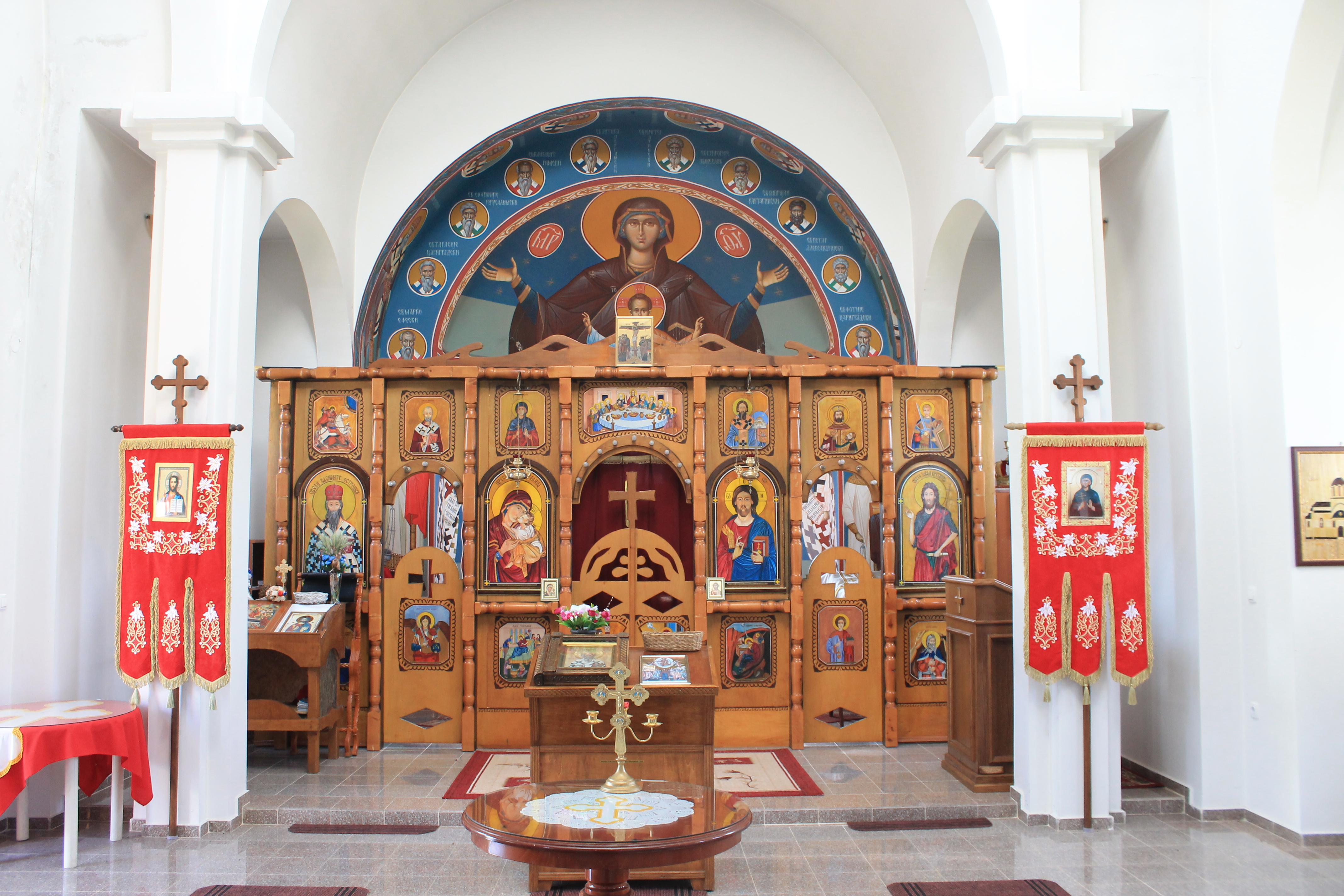
Kyrkans interiör mot ikonostasen.
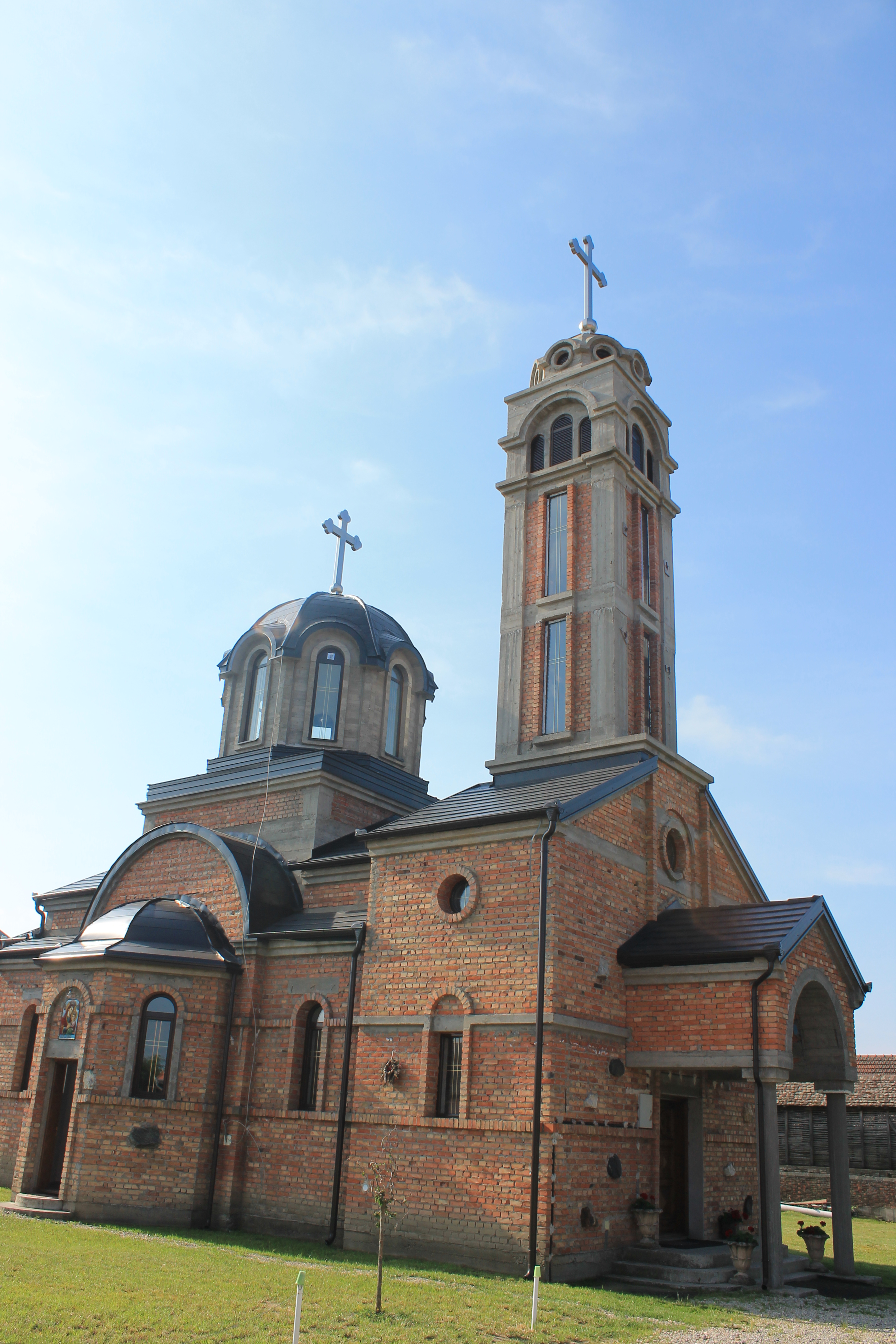
Framsidan.